# Bereslavka
Bereslavka (Oekraïens en Russisch: Береславка; vroeger: Janivka / Янівка, Russisch: Janovka / Яановка) is een dorp in Centraal-Oekraïne.
Het ligt ongeveer 68 kilometer ten zuiden van de stad Kropyvnytsky in het rayon Bobrynets, Oblast Kirovohrad, in een dal van de beek Stepivka (Степівка).
Het dorp werd in de 19e eeuw als kolonie gesticht en is de geboorteplaats van Leon Trotski.

## Geboren
- Leon Trotski (1879-1940), marxistische revolutionair en theoreticus